# Movistar Team (equip continental)
L'equip Movistar Team (codi UCI: MOT) és un equip de ciclisme colombià de categoria continental. Creat el 2011, ha anat combinant el professionalisme amb anys com amateur. No s'ha de confondre amb l'equip UCI ProTeam Movistar Team, del qual és l'equip filial.

## Principals resultats
- Volta a l'Equador: Byron Guamá (2012)
- Volta al sud de Bolívia: Óscar Soliz (2013)
- Clásico RCN: Óscar Soliz (2014), Omar Mendoza (2015)

### A les grans voltes
- Giro d'Itàlia
  - 0 participacions

- Tour de França
  - 0 participacions

- Volta a Espanya
  - 0 participacions

## Classificacions UCI

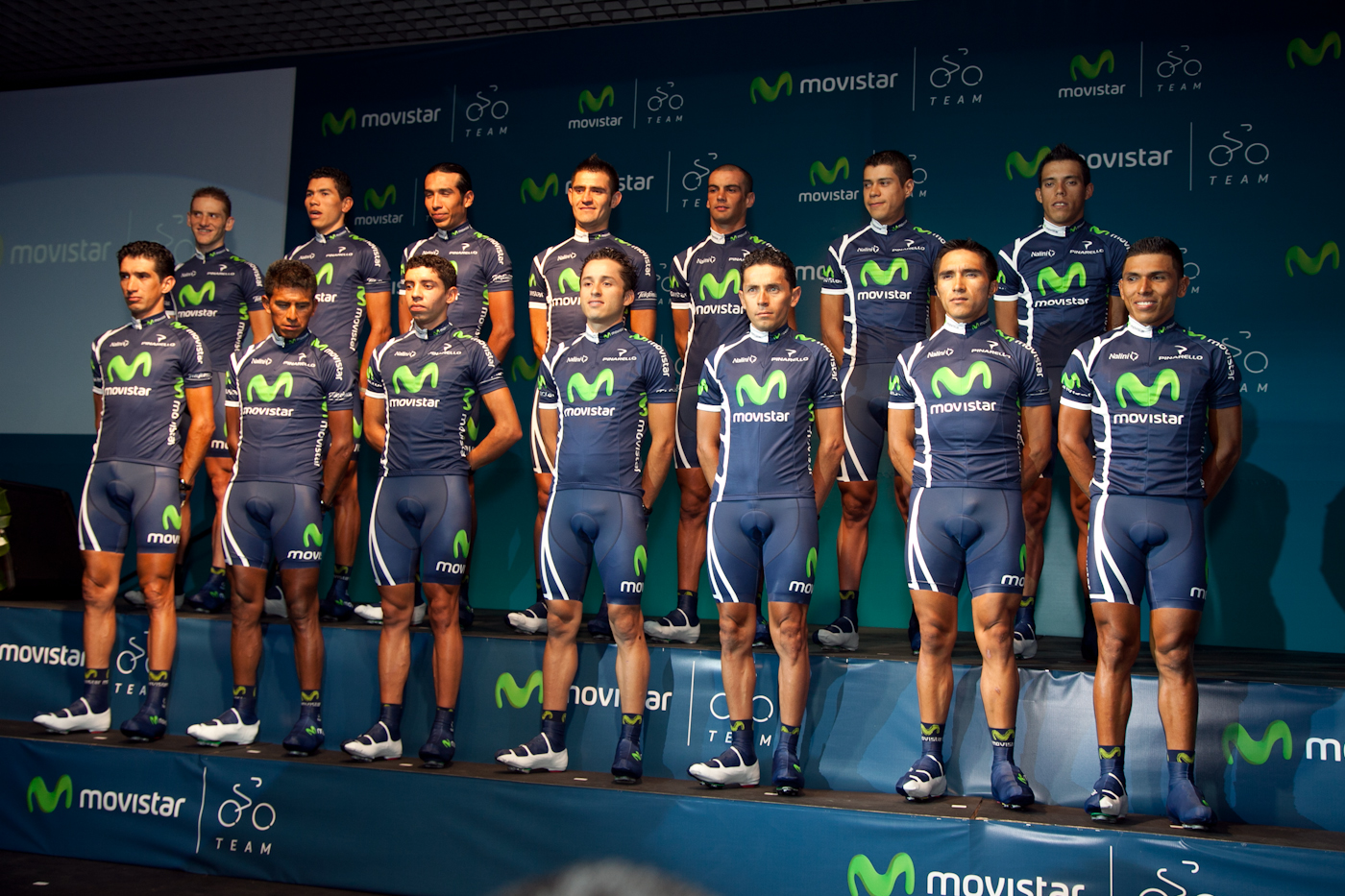
L'equip al 2011

L'equip participa en els Circuits continentals de ciclisme. La següent classificació estableix la posició de l'equip en finalitzar la temporada.
UCI Amèrica Tour
| Temporada | Classificació per equips | Millor ciclista en la classificació individual |
| --------- | ------------------------ | ---------------------------------------------- |
| 2011      | 3r                       | Carlos Gálviz (16è)                            |
| 2012      | 11è                      | Freddy Montaña (41è)                           |
| 2015      | 21è                      | Óscar Soliz (54è)                              |
| 2016      | 9è                       | Brayan Ramírez (16è)                           |